# Trump International Golf Club (Puerto Rico)
De Trump International Golf Club is een golfclub in Puerto Rico. De club werd opgericht in de jaren 2000, dat een 36-holes golfbaan, waarvan twee 18 holesbanen, heeft. Het clubhuis bevindt zich in Río Grande.
De Championship-baan, een 18 holesbaan, is alleen beschikbaar voor de heren en de lengte van de baan voor een individuele toernooi is 6921 m met een par van 72. De andere 18 holesbaan is wel toegankelijk voor de dames en de bezoekers.
De "Championship"-baan staat in de top 20 van de Amerikaanse PGA Tour-banen.

## Golftoernooien
- Puerto Ricaans Open: 2008-heden